# Austrosynapha bidentata
Austrosynapha bidentata är en tvåvingeart som beskrevs av Duret 1975. Austrosynapha bidentata ingår i släktet Austrosynapha och familjen svampmyggor. Inga underarter finns listade i Catalogue of Life.